# Stubbergård Sø
Stubbergård Sø er en ca. 150 hektar stor sø beliggende syd for Flyndersø, sydøst for Vinderup, nord for Haderup, i den vestlige del af Midtjylland. Ved vestsiden af søen ligger ruinen af Stubber Kloster.
Stubbergård Sø er præget af iltsvind, da den især gennem sit tilløb fra Stampestrømmen får tilført store mængder organisk stof. Søen var tidligere omgivet af heder og overdrev, der nu for en stor del er dyrket eller tilplantet. Ved nogle kildevæld ved søens sydøstlige bred findes flere sjældne mosser og blomsterplanter.

## Naturbeskyttelse
Søen er en del af Natura 2000-område nr. 41 Hjelm Hede, Flyndersø og Stubbergård Sø (H41 og F29) og er habitatområde] .
Stubbergård Sø og det omkringliggende landskab, i alt 437 hektar, har
siden 1980 været fredet, for at
bevare de naturvidenskabelige, kulturhistoriske, og
landskabelige værdier og forbedre offentlighedens adgang til området, der er privatejet. Fredningen blev udvidet i 2004 med en afmærket sti i
moseområdet nord for søen .

## Eksterne kilder og henvisninger
1. ↑  DOF-basen
2. ↑  Om naturplanen Arkiveret 3. september 2012 hos  Wayback Machine på Naturstyrelsens websider
3. ↑  Om fredningen på Danmarks Naturfredningsforenings websider

- Vandretursfolder Arkiveret 4. marts 2016 hos  Wayback Machine
- Danmarks søer og åer af Søren Olsen 2002 ISBN 87-567-6364-6

56°26′27.09″N 8°54′52.98″Ø / 56.4408583°N 8.9147167°Ø